# Uber Cup 2006/Qualifikation Asien
Die asiatische Qualifikation zum Uber Cup 2006 fand vom 13. bis zum 19. Februar 2006 im Sawai Man Singh Stadium in Jaipur, Indien, statt. Südkorea, Taiwan, Singapur und Hongkong qualifizierten sich für die Endrunde des Cups.

## Mannschaften
| Mannschaftsaufstellungen | Mannschaftsaufstellungen |
| Team                     | Spieler |
| ------------------------ | --- |
| Chinesisch Taipeh        | Cheng Shao-chieh, Chien Yu-chin, Huang Chia-hsin, Cheng Wen-hsing, Chou Chia-chi, Ku Pei-ting                                                                                            |
| Hongkong                 | Wang Chen, Yip Pui Yin, Wong Sin Yee, Louisa Koon Wai Chee, Ng Ka Shun, Li Wing Mui |
| Indien                   | Aparna Popat, B. R. Meenakshi, Trupti Murgunde, Shruti Kurien, Fathima Nazneen, Jwala Gutta, Saina Nehwal, Manjusha Kanwar                                                               |
| Indonesien               | Fransisca Ratnasari, Maria Kristin Yulianti, Adriyanti Firdasari, Wiwis Meilyanna, Jo Novita, Greysia Polii, Lita Nurlita, Rani Mundiasti, Natalia Poluakan, Liliyana Natsir             |
| Iran                     | Nakisa Sultani, Negin Amiripour, Behnaz Pirzamanbein, Samira Zorra |
| Malaysia                 | Wong Mew Choo, Julia Wong Pei Xian, Norshahliza Baharum, Anita Raj Kaur, Chin Eei Hui, Wong Pei Tty, Fong Chew Yen, Ooi Sock Ai, Mooi Hing Yau, See Phui Leng                            |
| Pakistan                 | Ayesha Akram, Asma Butt, Uzma Butt, Sara Khan, Saima Manzoor, Farzana Saleem, Farzana Shaheen, Zahida Ali                                                                                |
| Singapur                 | Li Li, Xing Aiying, Liu Fan Frances, Shinta Mulia Sari, Jiang Yanmei, Li Yujia |
| Südkorea                 | Seo Yoon-hee, Hwang Hye-youn, Jang Soo-young, Lee Yun-hwa, Lee Kyung-won, Lee Hyo-jung, Ha Jung-eun, Kim Min-jung, Hwang Yu-mi                                                           |
| Thailand                 | Salakjit Ponsana, Soratja Chansrisukot, Sujitra Ekmongkolpaisarn, Molthila Meemeak, Sathinee Chankrachangwong, Saralee Thungthongkam, Duanganong Aroonkesorn, Kunchala Voravichitchaikul |

## Gruppenphase

### Gruppe X
| Team              | Pts | Pld | W | L | MF | MA |
| ----------------- | --- | --- | - | - | -- | -- |
| Südkorea          | 4   | 4   | 4 | 0 | 17 | 3  |
| Chinesisch Taipeh | 3   | 4   | 3 | 1 | 12 | 8  |
| Malaysia          | 2   | 4   | 2 | 2 | 10 | 10 |
| Indonesien        | 1   | 4   | 1 | 3 | 10 | 10 |
| Iran              | 0   | 4   | 0 | 4 | 0  | 20 |

|                   |     |                   |
| Chinesisch Taipeh | 3–2 | Malaysia          |
|                   |     |                   |
| Indonesien        | 5–0 | Iran              |
|                   |     |                   |
| Südkorea          | 5–0 | Indonesien        |
|                   |     |                   |
| Chinesisch Taipeh | 5–0 | Iran              |
|                   |     |                   |
| Südkorea          | 3–2 | Chinesisch Taipeh |
|                   |     |                   |
| Indonesien        | 2–3 | Malaysia          |
|                   |     |                   |
| Südkorea          | 5–0 | Iran              |
|                   |     |                   |
| Chinesisch Taipeh | 2–3 | Indonesien        |
|                   |     |                   |
| Malaysia          | 5–0 | Iran              |
|                   |     |                   |
| Südkorea          | 4–1 | Malaysia          |

### Gruppe Y
| Team     | Pts | Pld | W | L | MF | MA |
| -------- | --- | --- | - | - | -- | -- |
| Hongkong | 4   | 4   | 4 | 0 | 16 | 4  |
| Singapur | 3   | 4   | 3 | 1 | 15 | 5  |
| Indien   | 2   | 4   | 2 | 2 | 10 | 10 |
| Thailand | 1   | 4   | 1 | 3 | 9  | 11 |
| Pakistan | 0   | 4   | 0 | 4 | 0  | 20 |

|          |     |          |
| Thailand | 2–3 | Indien   |
|          |     |          |
| Singapur | 5–0 | Pakistan |
|          |     |          |
| Hongkong | 3–2 | Singapur |
|          |     |          |
| Indien   | 5–0 | Pakistan |
|          |     |          |
| Thailand | 2–3 | Singapur |
|          |     |          |
| Hongkong | 3–2 | Indien   |
|          |     |          |
| Indien   | 0–5 | Singapur |
|          |     |          |
| Hongkong | 5–0 | Thailand |
|          |     |          |
| Thailand | 5–0 | Pakistan |
|          |     |          |
| Hongkong | 5–0 | Pakistan |

## Spiel um Platz 5
- Malaysia – Indien 3:2

## Endrunde
|  | Halbfinale | Halbfinale        | Halbfinale |    |          | Finale            | Finale           | Finale           |
|  |            |                   |            |    |          |                   |                  |                  |
|  |            |                   |            |    |          |                   |                  |                  |
|  | X1         | Südkorea          | 3          |    |          |                   |                  |                  |
|  | Y2         | Singapur          | 0          |    |          |                   |                  |                  |
|  |            |                   |            | Y2 | Südkorea | 3                 |                  |                  |
|  |            |                   |            |    | Y1       | Chinesisch Taipeh | 2                |                  |
|  | Y1         | Hongkong          | 1          |    |          |                   |                  |                  |
|  | X2         | Chinesisch Taipeh | 3          |    |          | Spiel um Platz 3  | Spiel um Platz 3 | Spiel um Platz 3 |
|  |            |                   |            |    |          | Y2                | Singapur         | 3                |
|  | Y1         | Hongkong          | 0          |    |          |                   |                  |                  |
|  |            |                   |            |    |          |                   |                  |                  |

## Halbfinale
- Südkorea – Singapur 3:1
- Taiwan – Hongkong 3:1